# Удар головою

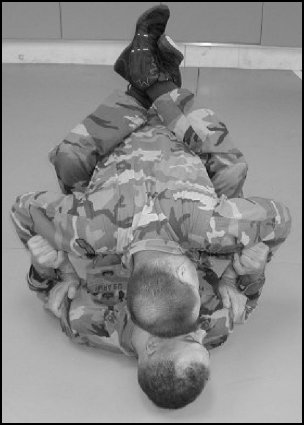
Ударна техніка армійського рукопашного бою в США включає в себе удари головою.

Удар головою — це вид удару, що виконується лобовою частиною голови (чолом). Удар не є звичайним в бойових мистецтвах і рідко використовується в спортивних змаганнях, оскільки він заборонений правилами абсолютної більшості спортивних федерацій. Удар виконується і в стійці (зокрема з клінчу), і в партері; зазвичай наноситься в корпус (в грудну клітку) і в голову (в лицевий череп). Ударна поверхня — лобова кістка. Як елемент ударної техніки удар належить до бойових мистецтв Давнього Сходу, таких як муай боран та летвей, а також був (а подекуди і є) дозволений у змаганнях зі змішаних бойових мистецтв.

## Техніка удару
Удар головою можна застосовувати з близької відстані, наприклад, із клінчу, або на землі. Зазвичай удар наносяться по голові супротивника, оскільки голова часто є легкодоступною мішенню та має кілька вразливих ділянок, також удар головою можна наносити у будь-яку частину тіла. Удар вважається швидким, дуже ефективним, але ризикованим маневром, оскільки неправильний удар може завдати травми людині, яка його завдає.
Ефективний удар головою можна виконувати рухом вперед, рухом вгору, убік або назад; кожен з них є ефективним з різних позицій. Частини черепа з товстою кісткою та високою локальною кривизною підходять для використання їх у якості зброї, до них відносяться лоб біля лінії росту волосся, зовнішня вигнута частина тім’яної кістки та потилиця. Ідеальними цілями зазвичай є вразливі ділянки голови, включаючи перенісся, вилиці, шарнірну область щелепи, скроні та верхній край очниці.
Удар в зуби або рот супротивника - не найкраще ідея, бо можа завдати взаємної шкоди. Підборіддя противника також є поганою ціллю для удару головою, якщо тільки не завдати удару знизу вгору в нижню частину підборіддя, подібно до аперкоту.

## Народні назви
В Україні у побутовому вжитку удар головою має свою колоритну назву, його зазвичай називають "На Одесу".
У світі удар відомий як "Шотландський поцілунок", проте у самому Сполученому Королівстві удар головою називають "поцілунком Глазго", що є натяком на жорстоку репутацію міста Глазго.

## Цікаві факти
- Техніка виконання ударів головою входить до системи рукопашного бою, розробленою для використання у екстремальних вуличних і побутових ситуаціях чемпіоном світу зі змішаних єдиноборств Басом Руттеном.[6]
- Чемпіон світу з вале тудо та кікбоксингу Ігор Вовчанчин в 1997 році виграв популярний міжнародний турнір IAFC в Тель-Авіві, в фінальному бою нанісши супернику удар головою.[7]
- Під час фінального матчу Чемпіонату світу з футболу в 2006 році після короткого вербального конфлікту Зінедін Зідан ударом головою в груди відправив в нокдаун Марко Матерацці.[8]